# Libnotes edgari
Libnotes edgari är en tvåvingeart som först beskrevs av Alexander 1972.  Libnotes edgari ingår i släktet Libnotes och familjen småharkrankar. Inga underarter finns listade i Catalogue of Life.